# Thelma & Louise
Thelma & Louise là một bộ phim đường phố do Ridley Scott đạo diễn và Callie Khouri viết Kịch bản. Phim có sự tham gia của Geena Davis vai Thelma và Susan Sarandon vai Louise, hai người bạn cùng tham gia vào một chuyến đi đường dài với những hệ quả tai hại. Những vai phụ bao gồm Harvey Keitel, Michael Madsen và Brad Pitt với vai J.D, vai diễn đã thúc đẩy sự nghiệp của anh.
Bộ phim đạt cả thành công về thương mại lẫn đánh giá phê bình, nhận 6 đề cử giải Oscar và đoạt giải Oscar cho Kịch bản gốc xuất sắc nhất cho Khouri. Scott được đề cử đạo diễn xuất sắc nhất, trong khi Sarandon và Davis nhận đề cử nữ chính xuất sắc nhất. Sau khi công chiếu phim nhận rất nhiều lời tranh cãi, đặc biệt là về cái kết của phim. Tại điểm giao nhau của một số thể loại, đây được coi là một tác phẩm kinh điển, gây ảnh hưởng lớn đến những bộ phim và công trình nghệ thuật khác, đồng thời đánh dấu kỷ nguyên đầu tiên về một bộ phim có chủ nghĩa nữ quyền.